# Llista de Creus de Sant Jordi/2024/Entitats

#### Entitats
Informació actualitzada per un bot. Els canvis manuals es perdran quan s'actualitzi!
| Entitat                                               | Wikidata   | Descripció                                                       | Imatge |
| ----------------------------------------------------- | ---------- | ---------------------------------------------------------------- | ------ |
| Unió de Pagesos de Catalunya                          | Q2496531   | organització agrícola                                            |        |
| Filmin                                                | Q3072105   | plataforma de cinema en línia                                    |        |
| Softcatalà                                            | Q3813704   | associació pel foment de l'ús del català a les noves tecnologies |        |
| Dret a Morir Dignament                                | Q5558814   | associació espanyola                                             |        |
| La Fageda                                             | Q5963343   | empresa catalana                                                 |        |
| SOS Racisme Catalunya                                 | Q11946519  | ONG catalana                                                     |        |
| Nomada Studio                                         | Q59780340  |                                                                  |        |
| Consell Català del Moviment Europeu                   | Q131383899 |                                                                  |        |
| Fundació Centres d'Alt Rendiment Empresarial i Social | Q131386597 |                                                                  |        |
| Fundació Solidança                                    | Q131386601 |                                                                  |        |